# الطارف (الأقصر)

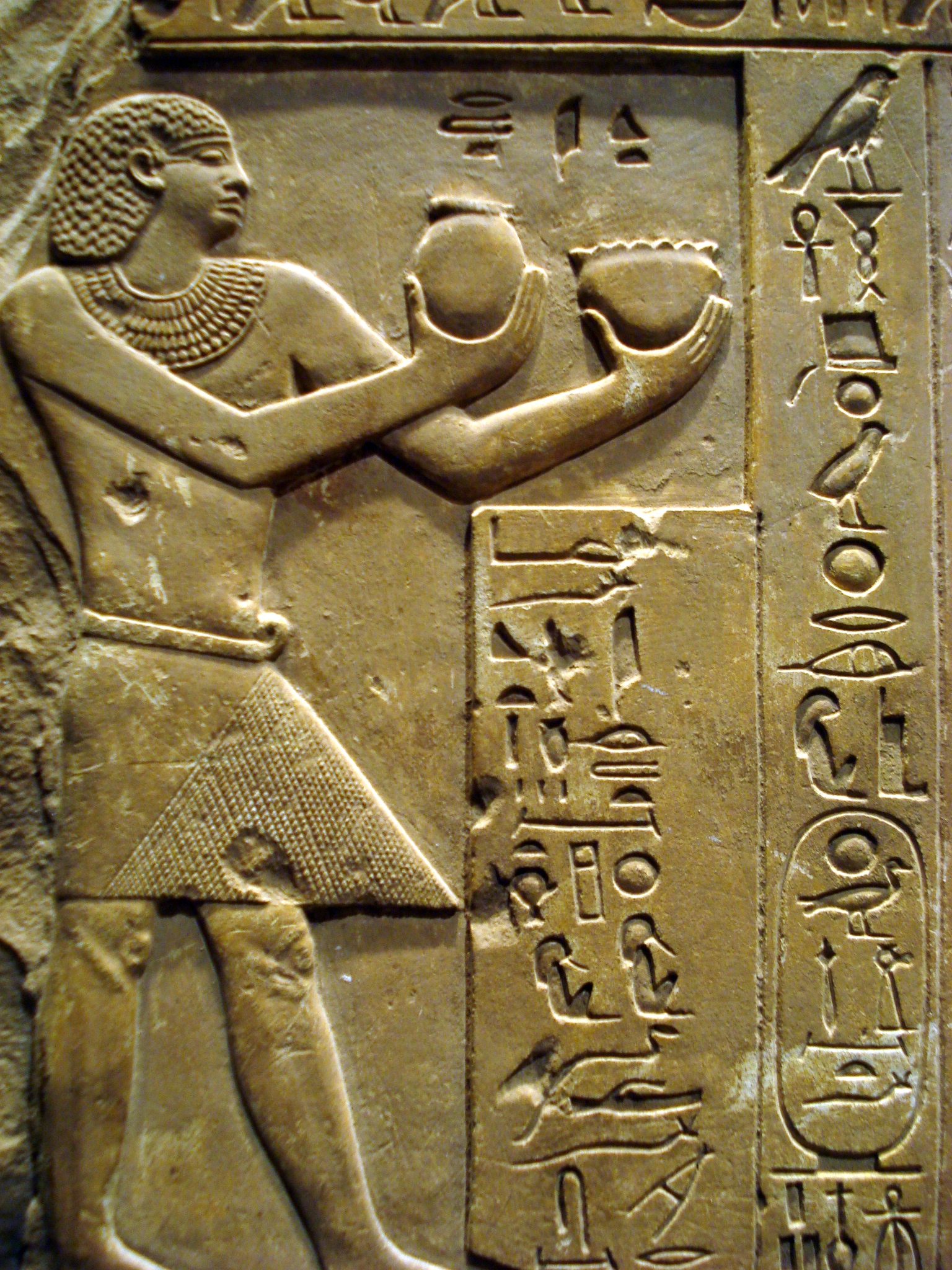
لوحة جنائزية لإنتف الثاني من الحجر الجيري، من عصر الاضمحلال الأول، أول الأسرة 11 ، حوالي عام 2108 إلى 2059 ق.م.

 الطارف هي جبانة في الضفة الغربية لنهر النيل، في موقع طيبة القديمة (القرنة الأقصر الحالية) في مصر. وهي تقع في ضواحي شمال غرب الأقصر وجنوب شرق وادي الملوك،  مقابل الكرنك، إلى الجنوب الغربي مباشرة من قرية الطارف الحديثة، وهي أقدم الجبانات في طيبة الغربية. و هي معبد جنائزي صغير، والأبعد إلى الشمال عن مقابر النبلاء، وتحتوي على مقابر أواخر الفترة الانتقالية الأولى و الثانية و بداية عصر الدولة الوسطى. وربما تنسب مصاطب الدولة القديمة بالمنطقة إلى الحكام المحليين خلال الأسرة الرابعة أو الخامسة. و أشير أيضا إلى الأسرة الحادية عشرة (2040-1991 قبل الميلاد) في مقابر الحكام المحليين في شكل سلسلة من الأهرامات تعود إلى 2061-2010 قبل الميلاد، وأكبرها من فترة أنتف الأول لأنتف الثالث، الذين كانوا ملوكاً ضمن هذه الأسرة.

## خلفية تاريخية
وتقع جبانة الطارف إلى الشمال على الضفة الغربية لمدينة الأقصر. وهنا أكثر من 30 بين موقع أثري ومعبد تم اكتشافهم فيها . و تمتد هذه الموقع بين دندرة و جبلين في سهول نهر النيل الفيضية، وراء منطقة ملقطة في الجنوب لتصل إلى الطارف في الشمال. واحد من المداخل إلى الضفة الغربية هو عبور جسر النيل الجديد والمدخل الآخر هو عبور النيل عن طريق العبارة (المعدية) من كورنيش الأقصر إلى منطقة الجزيرة.
حكمت الأسرات الطيبية من طيبة كما يظهر في اسمها، والتي كانت عاصمة مصر العليا (الصعيد). إنتف الأول كان حاكماً محلياً في طيبة. وكان عضوا في اسرة ال11 خلال الفترة الانتقالية الأولى. وكان أول حاكم اعتمد لقب «ملك». و قد كان حاكماً مهماً واسمه مذكور في معبد تحتمس الثالث . و كان إنتف الثاني الذي كان يسمى أيضا ملكاً شقيقه الذي حكم لمدة 50 سنة 2112-2063 قبل الميلاد، هذه الأسرة وضعت نوعاً معيناً من مقابر الدفن التي كانت تسمى «مقابر الصف» أو «المقابر الصخرية» ، وقد بنيت هذه من قبل حكام الدولة الحديثة ودفنوا موتاهم في الصف-القبور في مقبرة في الطريف. و كل المقابر في حالة متهالكة، نظراً لقدمها.